# 와리풍물놀이
와리풍물놀이는 대한민국 경기도 안산시 상록구에 있다. 2016년 11월 28일 안산시의 향토유적 제31호로 지정되었다.

## 개요
와리풍물놀이는 일명 ‘와상농악’ 또는 ‘동작리두레놀이’라고도 하는데, 마을에 재인이 많이 살아 조선시대부터 그 명성이 높았다고 하는데 해방 후 다시 성행하여 1950년대에는 최 전성기를 이루었음. 신도시 개발과 함께 맥이 거의 끊어졌다가, 안산와리풍물놀이보존회가 결성되어 현재까지 잘 전승되고 있다.